# Boryslav
Boryslav (ukrainska: Борислав; ryska: Борислав; polska: Borysław) är en stad i Lviv oblast i västra Ukraina. Boryslav hade 38 442 invånare år 2004.

## Historia

### Före andra världskriget
Boryslav, som 1919–1939 var beläget i Polen innan det ockuperades av Sovjetunionen, var centrum för en betydande oljeindustri. Boryslav svarade då för 75 % av Polens oljeproduktion. Även rikligt med naturgas finns i området. År 1921 var 75 % av befolkningen judisk.

### Under andra världskriget
Kort efter utbrottet av andra världskriget ockuperades Boryslaw av den tyska armén, men redan den 24 september 1939 ersattes den tyska armén av den röda armén i och med Sovjetunionens angrepp på Polen i det polsk-sovjetiska kriget 1939. Under det första halvåret av sovjetisk ockupation skedde åtskilliga arresteringar och deporteringar, expropriering av tillgångar, den gamla valutan blev värdelös och kristna symboler ersattes med bilder på Stalin.
I och med operation Barbarossa återtog tyska arméer kontrollen av Boryslaw den 1 juli 1941 med en tydlig agenda att utplåna den judiska befolkningen, medan andra folkgrupper som till exempel slaver ansågs vara användbara för tvångsarbete. Redan den 2 juli mördades över 300 judar, och vid ockupationens slut 1944 hade i Boryslaw totalt närmare 10 000 judar mördats.